# 아산 용화사 미륵불
아산 용화사 미륵불은 충청남도 아산시 영인면에 있다. 2006년 3월 7일 아산시의 향토문화유산 제9호로 지정되었다.

## 개요
통견의 불의를 입고 삼도와 육계가 표현된 불상형식으로 고려시대의 작품으로 생각된다. 얼굴표정에 위엄이 있고, 옷주름이 패턴화된 가운데도 손가락이나 팔뚝 등은 자연스러운 아름다움을 보여주고 있다. 두부와 신부의 석재가 상이한 것으로 보아 각자 따로 조각하여 제작한 후 연결시킨 것으로 추정된다. 송악면 외암리 용화사에 위치한 석가여래입상과 양식적으로 유사하다.